# Leon ter Wielen
Leon ter Wielen (* 31. srpna 1988, Raalte, Nizozemsko) je nizozemský fotbalový brankář, který v současné době působí v nizozemském klubu Achilles '29.

## Klubová kariéra
V Nizozemsku nejprve profesionálně působil v BV Veendam. V roce 2010 přestoupil do PEC Zwolle. S PEC vyhrál v sezoně 2011/12 nizozemskou druhou ligu Eerste Divisie, což znamenalo přímý postup do Eredivisie.
V sezoně 2013/14 vyhrál s PEC nizozemský fotbalový pohár (KNVB beker), první v historii klubu. Ve finále proti Ajaxu Amsterdam nenastoupil, zápas odchytala brankářská jednička Diederik Boer (výhra 5:1).
Po sezoně 2013/14 přestoupil do klubu Achilles '29.